# سوکت‌دندانان

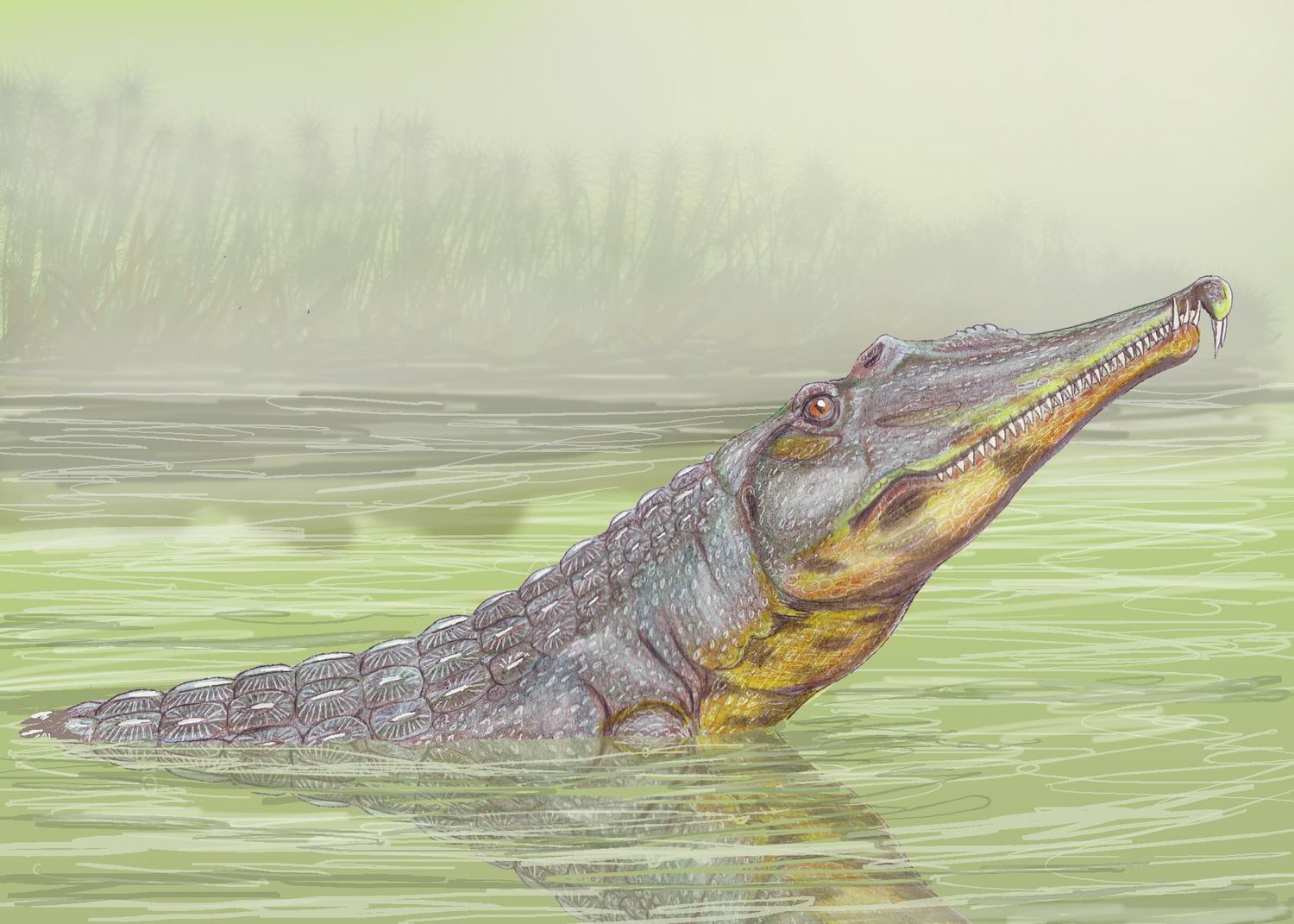
روتیودون، یکی از فیتوسورهای آبی و ظاهراً کروکودیل مانند

سوکت‌دندانان (به لاتین: Thecodontia) (به معنای دندان‌های سوکت‌مانند) که اکنون به عنوان یک گروه آرایه‌شناختی منسوخ‌شده در نظر گرفته می‌شود، در گذشته برای توصیف یک «راسته» متنوع از شاه‌خزندگان اولیه به‌کار می‌رفت که برای نخستین بار در آخرین دوره پرمین پدیدار شدند و تا پایان دوره تریاس شکوفا شدند. همه آن‌ها تا حدودی شبیه کروکودیل‌ها ساخته شده بودند، اما جمجمه‌های کوتاه‌تر، حالت‌های بلندتر و معمولاً تا حدودی سبک‌تر داشتند. این گروه شامل اجداد دایناسورها، پتروسورها و تمساح‌ها و همچنین تعدادی از شکل‌های منقرض‌شده‌است که هیچ نسلی به وجود نیاورده‌اند. اصطلاح thecodont هنوز به عنوان توصیف تشریحی ریخت‌شناسی دندان که در این گونه‌ها و دیگر گونه‌ها دیده می‌شود، استفاده می‌شود.

## تعریف
سوکت‌دندان‌ها با ویژگی‌های اولیه مشترک مشخص می‌شوند، مانند فنسترای آنتوربیتال (روزنه‌ای در هر طرف جمجمه بین حفره‌های چشم و سوراخ‌های بینی) و دندان‌ها در سوکت‌ها. نام یونانی thecodont یونانی به معنای "دندان سوکتی (socket-tooth)" است، به این واقعیت اشاره دارد که دندان‌های سوکتی در حفره‌هایی در استخوان فک قرار می‌گیرند. یک ویژگی آرکوسوری که توسط دایناسورها به ارث رسیده‌است. در حالی که آرایه Thecodontia منسوخ شده‌است، اصطلاح thecodont به عنوان توصیف تشریحی دندان‌ها در سوکت‌های استخوانی استفاده می‌شود. پستانداران علاوه بر گونه‌هایی که در گذشته در این گروه بودند (مانند کروکودیل‌ها و دایناسورها)، دارای دندان‌های کدونتی هستند که به‌طور مستقل تکامل یافته‌اند.